# Peregrinação (filme)
Peregrinação é um filme português do género dramático, realizado por João Botelho e produzido por Alexandre Oliveira. Estreou-se em Portugal a 1 de novembro de 2017.
Este filme é uma adaptação do livro homónimo, Peregrinação, de Fernão Mendes Pinto. João Botelho adaptou também partes do romance O Corsário dos Sete Mares - Fernão Mendes Pinto, de Deana Barroqueiro, nomeadamente as cenas da China e do Japão, que não fazem parte da obra original.
A 11 de setembro de 2018, Peregrinação foi escolhido pela Academia Portuguesa das Artes e Ciências Cinematográficas para representar o país na busca por uma nomeação ao Óscar 2019 na categoria de melhor filme estrangeiro.

## Sinopse
Em março de 1537, Fernão Mendes Pinto partiu para a Índia em busca de fama e fortuna. Este filme relata as desventuras e os sucessos deste escritor que, nos vinte e um anos em que esteve no Oriente, em vez da fortuna que pretendia, lhe foram crescendo os trabalhos e os perigos. Aventureiro, peregrino, penitente, embaixador, soldado e escravo, Fernão Mendes Pinto foi tudo e em toda a parte esteve. Acabou por regressar a salvo para nos deixar um extraordinário livro de viagens.

## Elenco
- Cláudio da Silva como Fernão Mendes Pinto / António de Faria
- Jani Zhao como Meng
- Catarina Wallenstein como D. Maria Correia de Brito
- Dinarte Branco como Talagrepo
- Filipe Vargas como Fidalgo Espanhol
- José Manuel Mendes como velho Cristão
- Maya Booth como D. Joana
- João Cabral como Padre Gaspar Gonçalves
- António Durães como Mouro rendido
- Ricardo Aibéo como Pinachilau
- Mina Andala como Princesa Mãe
- Cassiano Carneiro como Intérprete
- Martim Barbeiro como jovem Fernão Mendes Pinto
- José Martins como velho na praia
- Pedro Lacerda como Capitão Fusta
- Rui Morisson como D. Pedro da Silva
- Alexander David como editor Pedro Craesbeeck
- Henrique Mello como moço oriental
- José Neto como tio de Fernão Mendes Pinto
- Beatriz Leonardo como filha
- Marcello Urgeghe como Capitão Pero de Faria
- Hugo Mestre Amaro como Francisco de Andrade
- Pedro Inês como Cristóvão Borralho
- Vera Pimentel como filha
- João Guilherme Gouveia como moço oriental
- Jiaojiao Yao como prostituta Chinesa
- Márcio Laranjeira como D. Filipe I de Portugal
- Gustavo Vargas como Fidalgo Espanhol
- Francisco Tavares como Capitão Gil Porcalho
- José Mora Ramos como Mouro rendido
- João Araújo como Pirata Coja Acém
- Erika Yoshioka como Wakasa
- Zia Soares como mulher de Sião
- João Barbosa como Mouro
- Shintaro Yokochi como Rei Bungo
- Fernando Rodrigues como taberneiro
- Yuqui Sun como Zhou
- Yang Gaochao como Ancião da Ermida Hi
- Atsushi Sugita como Asquerão Teixe
- Ryo Naohara como Príncipe Arichandono
- Wong Chung Ko como Pilau Dilacor
- Luís Lima Barreto como Padre Jesuíta
- Mário Sabino Sousa como Diogo Zeimoto
- Dinis Gomes como Padre Belchior
- Elton Lee como Liu Xugang
- Sara Costa como mulher da taberna
- António Simões como Rei dos Batas
- Rafael Fonseca como João Lobo
- Takashi Sugimoto como Conselheiro do Rei Bungo
- Hortêncio Pacheco como Embaixador dos Batas
- Hugo Silva como Padre Lobato de Faria
- Leonaldo de Almeida como Padre João Pedro Maffei
- Hugo Samora como Capitão Turco
- Carlos Real como marinheiro do barco

## Receção
Paulo Peralta do blogue "CinEuphoria" elogiou diversos aspetos do filme, incluindo a atuação de Cláudio da Silva e a realização de João Botelho, escrevendo: "Com uma magnífica reconstituição histórica como vem sendo habitual na obra de João Botelho, também Peregrinação é dotada de uma interessante execução que insere o espetador não só na época como principalmente no próprio choque de culturas entre o Ocidente e o Oriente comprovando que a globalização começou, de facto, graças a este contacto cultural existente na época dos Descobrimentos." Vasco Bäuerle do sítio "O Cinema que é Nosso" apontou diversas falhas na obra, a maioria devido ao baixo orçamento da produção. No entanto, Bäuerle conclui que "Peregrinação" é "um filme engenhoso que soube tirar o melhor proveito da esmola que lhe foi confiada."
Peregrinação venceu três Prémios Sophia (Melhor Caracterização; Melhor Caracterização / Efeitos Especiais; Melhor Guarda-Roupa), para além de ter sido nomeado a outros oito Prémios Sophia, incluindo "Melhor Filme", "Melhor Realizador" e "Melhor Argumento Adaptado" para Botelho e "Melhor Ator" para Cláudio da Silva. O filme também foi nomeado aos Prémios Áquila de "Melhor Atriz Secundária" para Catarina Wallenstein.